# Leopoldo de Almeida

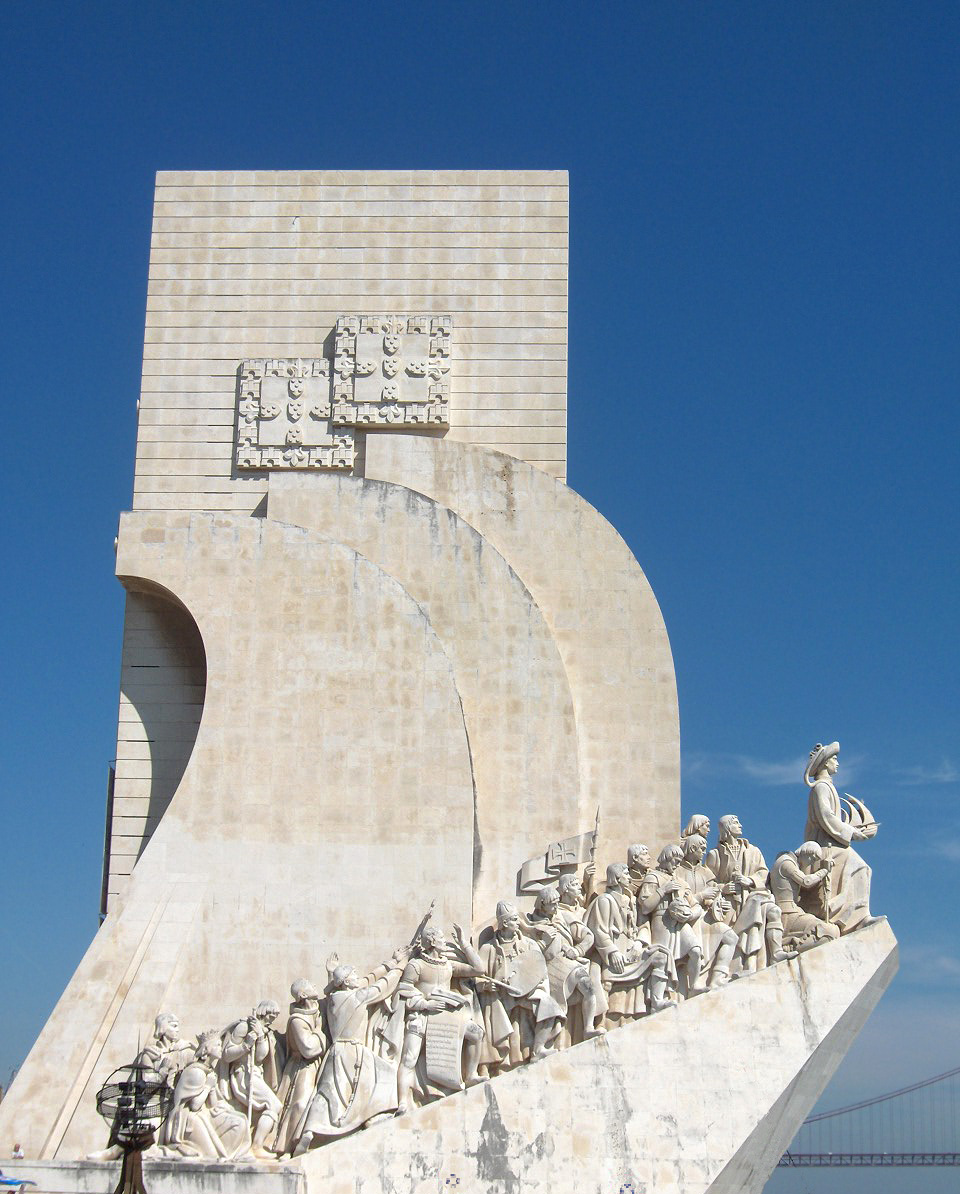
Grupo escultórico en el monumento a los descubrimientos de Belem.

Leopoldo de Almeida (Lisboa, 18 de octubre de 1898 - 28 de abril de 1975) fue un escultor portugués. Pertenece a la segunda generación de artistas modernistas portugueses y es un significado representante de la escultura oficial y modernizante del Estado Novo.

## Biografía
Estudió en la Escuela Superior de Bellas Artes de la ciudad convirtiéndose posteriormente en profesor de diseño y escultura de la misma. Estuvo residiendo durante un tiempo en Francia e Italia con el fin de completar sus estudios.
A lo largo de su trayectoria profesional participó en diversas exposiciones, aunque cabe destacar la realizada en la Exposición del mundo portugués de 1940 con el grupo escultórico de la obra Monumento a los Descubrimientos que se ejecutó posteriormente en Belem. Es padre de la artista Helena Almeida.

## Otras obras
- Estatua ecuestre de Nuno Álvares Pereira frente al Monasterio de Batalha, realizada en 1966.
- Estatua ecuestre de Juan I de Portugal en la praça da Figueira de Lisboa.
- Estatua de Marcelino Mesquita en Cartaxo, realizada en 1956.
- Estatua de Ramalho Ortigão en Oporto, realizada en 1954.
- Estatua de Eça de Queiroz en Póvoa de Varzim, realizada en 1952.
- Estatua de Sancho I de Portugal en Castelo de Silves, realizada en 1946.